# Miljöräddning till sjöss
Miljöräddningstjänst till sjöss innebär räddningstjänst när olja eller andra skadliga ämnen kommit ut i vattnet, eller när det föreligger en överhängande fara att så skall ske.
Ansvaret ligger i Sverige på Kustbevakningen som har en central ledning i Karlskrona. I fyra regioner finns en dygnet runtbemannad ledningsplats samt ett antal kuststationer med fartyg. Kustbevakningen har också ett antal flygplan för övervakning och spaning som bedrivs dygnet runt, året runt. Flygplanen har avancerad utrustning för att upptäcka utsläpp av olja i vattnet.
Det geografiska ansvarsområdet är Sveriges sjöterritorium och ekonomiska zon samt Vänern, Vättern och Mälaren.